# James Scanlon
James Robert Scanlon (Leicester, 2006. szeptember 28. –) gibraltári válogatott labdarúgó, a Manchester United játékosa.
17 évesen debütált a gibraltári válogatottban, mikor még a Manchester United Akadémiáján nevelkedett, sokszoros válogatott volt, mielőtt először klubjában felnőtt szinten lehetőséget kapott volna.

## Pályafutása

### Klubcsapatokban
Scanlon a Derby County csapatában kezdett el játszani, mielőtt 2021 februárjában leszerződtette a Manchester United. Az ezt követő években egyre több játékidőt kapott az U18-as, majd U21-es csapatbab, az UEFA Ifjúsági Ligában is bemutatkozott. Erik ten Hag alatt elkezdett edzeni a felnőtt csapattal, 2024 májusában aláírta első profi szerződését és a nyári felkészülési időszakra is elutazott a kerettel. Először a felnőtt csapatban 2025. március 13-án ült a padon, a Real Sociedad ellen.

### A válogatottban
Scanlon angol apa és gibraltári anya gyermekeként született, amelynek következtében mindkét országot képviselhette. 2022. augusztus 25-én mutatkozott be az U17-es csapatban, duplázni tudott a Liechtenstein elleni 8–2-es győzelem során. A következő évben már az U21-es keretben volt, Grúzia ellen mutatkozott be szeptember 6-án. 2024. március 15-én Julio César Ribas behívta a felnőtt csapatba a Litvánia elleni Nemzetek Ligája-mérkőzésre.
2024. március 21-én mutatkozott be Liam Walker cseréjeként. Az első Manchester United-játékos lett, aki képviselte az országot. 2024. szeptember 8-án megszerezte első találatát a felnőtt csapatban, 17 évesen ls 346 naposan Liechtenstein ellen, amellyel minden idők legfiatalabb gólszerzője lett a kiírásban, megdöntve Tjay De Barr rekordját.

## Statisztika

### Klubcsapatokban
2025. január 29-én frissítve.
| Csapat                | Szezon           | Bajnokság        | Bajnokság | Bajnokság | Kupa | Kupa  | Ligakupa | Ligakupa | Nemzetközi | Nemzetközi | Egyéb | Egyéb | Összesen | Összesen |
| Csapat                | Szezon           | Osztály          | P.        | Gólok     | P.   | Gólok | P.       | Gólok    | P.         | Gólok      | P.    | Gólok | P.       | Gólok    |
| --------------------- | ---------------- | ---------------- | --------- | --------- | ---- | ----- | -------- | -------- | ---------- | ---------- | ----- | ----- | -------- | -------- |
| Manchester United U21 | 2023–2024        | —                | —         | —         | —    | —     | —        | —        | —          | —          | 1     | 0     | 1        | 0        |
| Manchester United U21 | 2024–2025        | —                | —         | —         | —    | —     | —        | —        | —          | —          | 1     | 0     | 1        | 0        |
| Manchester United U21 | Összesen         | Összesen         | —         | —         | —    | —     | —        | —        | —          | —          | 2     | 0     | 2        | 0        |
| Manchester United     | 2024–2025        | Premier League   | 0         | 0         | 0    | 0     | 0        | 0        | 0          | 0          | 0     | 0     | 0        | 0        |
| Manchester United     | 2025–2026        | Premier League   | 0         | 0         | 0    | 0     | 0        | 0        | —          | —          | 0     | 0     | 0        | 0        |
| Manchester United     | Összesen         | Összesen         | 0         | 0         | 0    | 0     | 0        | 0        | 0          | 0          | 0     | 0     | 0        | 0        |
| Karrier összesen      | Karrier összesen | Karrier összesen | 0         | 0         | 0    | 0     | 0        | 0        | 0          | 0          | 2     | 0     | 2        | 0        |

1. ↑  Pályára lépések az EFL Trophyban
2. ↑  Pályára lépések a National League Cupban

### A válogatottban
2025. június 9-én frissítve.
| Válogatott | Év       | Pályára lépések | Gólok |
| ---------- | -------- | --------------- | ----- |
| Gibraltár  | 2024     | 10              | 1     |
| Gibraltár  | 2025     | 4               | 1     |
| Összesen   | Összesen | 14              | 2     |

#### Gólok a válogatottban
| #  | Dátum               | Helyszín                                      | Ellenfél      | Eredmény | Végeredmény | Kiírás                            |
| -- | ------------------- | --------------------------------------------- | ------------- | -------- | ----------- | --------------------------------- |
| 1. | 2024. szeptember 8. | Europa Point Stadion, Europa Point, Gibraltár | Liechtenstein | 2–1      | 2–2         | 2024–2025-ös UEFA Nemzetek Ligája |
| 2. | 2025. június 9.     | Tórsvøllur Stadion, Tórshavn, Feröer          | Feröer        | 1–0      | 1–2         | 2026-os világbajnokság-selejtező  |